# Língua putian

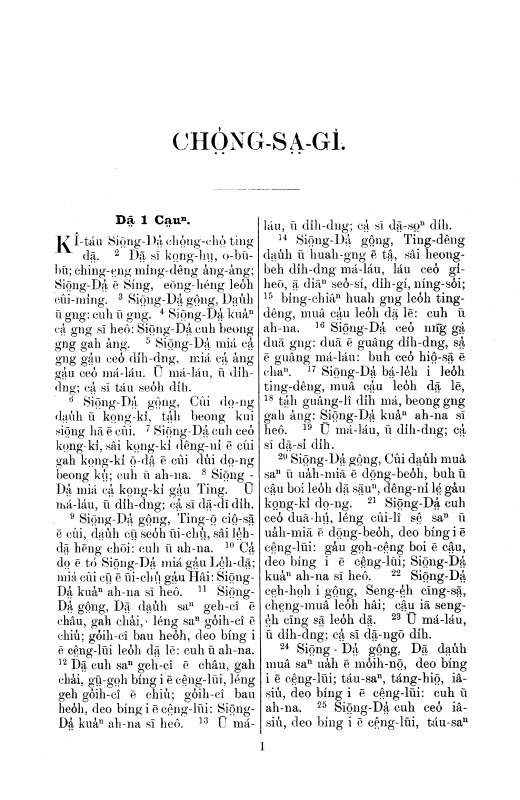
Bíblia em Hinghwa (Xinghua) Romanisado (Gênesis), publicação “British and Foreign Bible Society”].

Pu–Xian ou Puxian Min (Hinghwa Romanizado: Pô-sing-gṳ̂/莆仙語; chinês tradicional: 莆仙話, chinês simplificado: 莆仙话, pinyin: Púxiān huà), também chamada  Xinghua ou Hinghwa(Hing-hua̍-gṳ̂/興化語; chinês tradicional: 興化語, chinês simplificado: 兴化语, pinyin: Xīnghuà yǔ) é um ramo das línguas min. Puxian é uma combinação de nomes de dois locais, cidade de Putian (莆田市) e condado de Xianyou (仙游县).

## Fonologia
Puxian tem 15 consoantes, incluindo a “consoante zero” (símbolo de consoante sem som usada em sílabas que só tem vogais), o mesmo que existe nas diversas variates Min varieties. Puxian tem a consoante lateral fricativa [ɬ] em lugar do [s] de outras variantes Min. Puxian tem 40 Finais de sílabas e 6 tons fonêmicos.

### Iniciais
|                |                | Bilabial  | Alveolar    | Lateral  | Velar     | Glotal   |
| -------------- | -------------- | --------- | ----------- | -------- | --------- | -------- |
| Plosiva        | Não aspirada   | p 巴 (b)  | t 打 (d)    |          | k 家 (g)  | ʔ 烏     |
| Plosiva        | Aspirada       | pʰ 彭 (p) | tʰ 他 (t)   |          | kʰ 卡 (k) |          |
| Nasal oclusiva | Nasal oclusiva | m 麻 (m)  | n 拿 (n)    |          | ŋ 雅 (ng) |          |
| Fricativa      | Surda          |           |             | ɬ 沙 (s) |           | h 下 (h) |
| Fricativa      | Sonora         | β*        |             |          |           |          |
| Africada       | Não aspirada   |           | ts 渣 (c)   |          |           |          |
| Africada       | Aspirada       |           | tsʰ 査 (ch) |          |           |          |
| Aproximante    | Aproximante    |           |             | l 拉 (l) |           |          |

- β só aparece em discurso conectado como resultado de mutação consonantal de [p]

### Rimas
Puxian Min tem 39 rimas.
|          | Vogal       | Ditongo     | Nasal         | Glotal       |
| -------- | ----------- | ----------- | ------------- | ------------ |
| no glide | a 鴉 (a)    | au 拗 (au)  | aŋ 王 (ang)   | aʔ 壓 (ah)   |
| no glide | ɒ 奥 (o̤)    |             | ɒŋ 用 (o̤ng)   | ɒʔ 屋 (o̤h)   |
| no glide | o 科 (eo)   | ɔu 烏 (o)   | oŋ 温 (eong)  | oʔ 熨 (eoh)  |
| no glide | e 裔 (a̤)    | ai 愛 (ai)  | ɛŋ 煙 (eng)   | ɛʔ 黑 (eh)   |
| no glide | œ 改 (e̤)    |             | œŋ 換 (e̤ng)   | œʔ 郁 (e̤h)   |
| no glide |             | ŋ 伓 (ng)   |               |              |
| /-i-/    | i 衣 (i)    | iu 油 (iu)  | iŋ 引 (ing)   | iʔ 益 (ih)   |
| /-i-/    | ia 夜 (ia)  | iau 要 (a̤u) | iaŋ 鹽 (iang) | iaʔ 葉 (iah) |
| /-u-/    | u 夫 (u)    | ui 位 (ui)  | uŋ 黄 (ng)    |              |
| /-u-/    | ua 画 (ua)  | ue 歪 (oi)  | uaŋ 碗 (uang) | uaʔ 活 (uah) |
| /-y-/    | y 余 (ṳ)    |             | yŋ 恩 (ṳng)   | yʔ 役 (ṳh)   |
| /-y-/    | yɒ 安 (io̤ⁿ) |             | yɒŋ 羊 (io̤ng) | yɒʔ 藥 (io̤h) |

| Caracteres chineses | 黃 (ńg) | 方 (hng) | 漲 (dn̂g) | 幫 (bng) | 光 (gng) | 兩 (nn̄g) | 毛 (mńg) |
| Putian              | ŋ̍       | hŋ̍       | tuŋ      | puŋ      | kuŋ      | nuŋ      | muŋ      |
| Xianyou             | ŋ̍       | hŋ̍       | tŋ̍       | pŋ̍       | kŋ̍       | nŋ̍       | mŋ̍       |

| IPA             | ã  | ẽ | ɛ̃ | ĩ  | ỹ  | ɒ̃  | iã  | yã  | uã  | aĩ | aũ | uĩ  | iũ  |
| Romanização     | aⁿ |   |   | a̤ⁿ | e̤ⁿ | o̤ⁿ | iaⁿ | io̤ⁿ | uaⁿ |    |    | oiⁿ | a̤uⁿ |
| Romanização IPA | ã  |   |   | ẽ  | ø̃  | ɒ̃  | iã  | yɒ̃  | uã  |    |    | oĩ  | ɛũ  |

| Caracteres chineses | 爭 (caⁿ) | 還 (há̤ⁿ) | 段 (dē̤ⁿ) | 三 (so̤ⁿ) | 鼎 (diáⁿ) | 張 (da̤uⁿ) | 看 (kua̍ⁿ) | 飯 (bōiⁿ) | 贏 (ió̤ⁿ) |
| Xianyou             | tsã      | hĩ       | tỹ       | sɒ̃       | tiã       | tiũ       | kʰuã      | puĩ       | yɒ̃       |
| Putian              | tsa      | hi       | tø       | sɒ       | tia       | tiau      | kʰua      | puai      | yɒ       |

### Tons
| Tone    | Yin Ping 陰平 | Yin Shang 陰上 | Yin Qu 陰去 | Yin Ru 陰入 | Yang Ping 陽平 | Yang Qu 陽去 | Yang Ru 陽入 |
| Putian  | ˥˧˧ (533)     | ˦˥˧ (453)      | ˦˨ (42)     | ʔ˨˩ (ʔ2)    | ˩˧ (13)        | ˩ (11)       | ʔ˦ (ʔ4)      |
| Xianyou | ˥˦˦ (544)     | ˧˧˨ (332)      | ˥˨ (52)     | ʔ˨ (ʔ2)     | ˨˦ (24)        | ˨˩ (21)      | ʔ˦ (ʔ4)      |

### Registros
| Caracteres chineses | 買  | 黃  | 生       | 領  | 師  | 兩  | 火  | 壁  | 著   |
| Coloquial           | pe  | ŋ̍   | ɬã, tsʰã | nia | ɬai | nŋ̍  | hoe | pia | tieu |
| Literary            | mai | hɒŋ | ɬɛŋ      | liŋ | ɬo  | løŋ | hɒ  | piʔ | tøʔ  |

### Assimilação
新婦房　ɬiŋ pu paŋ　→　ɬiŋ mu βaŋ
青草 tsʰɔŋ tsʰau　→　tsʰɔŋ nau

### Comparação -- Putian Min c/ Quanzhou Min Nan
| Caracteres chineses | 埋 (lit.) | 萬 (lit.) | 人 (lit.) | 入   | 危 (lit.) | 逆   | 內  | 諾  |
| Putian              | pai       | paŋ       | tsiŋ      | tsiʔ | kui       | kiʔ  | tue | tɔʔ |
| Quanzhou            | bai       | ban       | dzin      | dzip | ɡui       | ɡiak | lue | lɔk |

## Amostra de texto
Tai̍-che̤ ū Dō̤, Dō̤ gah Siō̤ng-Da̤̍ dó̤ng-cāi, Dō̤ cuh sī Siō̤ng-Da̤̍. Ca̤̍ Dō̤ ta̍i-che̤ gah Sio̤ng-Da̤̍ dó̤ng-cāi. Māng-beo̍h sī ciā da̤u̍h I cho̤̍ ē; hang pī cho̤̍, beo̍ seo̍h-ā̤uⁿ ng-sī ciā da̤u̍h I cho̤̍ ē.
太初有道，道佮上帝同在，道就是上帝。這道太初佮上帝同在。萬物是借著伊造兮，含被造兮，無一樣呣是借著伊造兮。
Português - No princípio era o Verbo, eo Verbo estava com Deus, eo Verbo era Deus. Ele estava no princípio com Deus. Todas as coisas foram feitas por intermédio dele; e sem ele não era qualquer coisa que foi feita. (João 1: 1-3)